# Christina Saliba
Christina Saliba, född 1975 i Libanon, är en företagsledare i PR-branschen. Sedan hösten 2012 driver hon kommunikationskoncernen Berntzon Bylund Saliba, BBS, tillsammans med Joachim Berntzon, Rayan Akkari och Hans Bylund. BBS består av reklambyrån Berntzon Bylund, pr-byrån Mindmakers PR, eventbyrån Wonderland och Social Minds, en byrå specialiserad på sociala medier. Mellan 2008 och 2012 var Christina Saliba vd för pr-bryån McCann Relations, fd Weber Shandwick Sverige.
Saliba har två år i rad (2008
och 2009) placerat sig bland de tre främsta i branschtidningen Resumés utmärkelse "Sveriges mäktigaste pr-profil".
Hon har även suttit med i juryn för pr-kategorin i Guldägget, för Sveriges Annonsörers 100-wattaren och 2008 års jury för utmärkelsen "Årets marknadschef" som delas ut av Marknadsföreningen i Stockholm (MIS). 
2008 placerade sig Saliba på 17:e plats på Veckans Affärers supertalanglista
2011 placerades Saliba på plats 30 av 75 på Ledarnas och tidningen Shortcuts lista Framtidens kvinnliga ledare 2011.
Saliba har tidigare varit delägare och creative director på pr-byrån Prime PR.
Hon har även varit marknadschef på MsFreckles.com och var som 19-åring landets yngsta ledamot i kommunfullmäktige i Växjö kommun. Hon medverkade dessutom i 1996 års valkampanj för den republikanske presidentkandidaten Bob Dole.
2017 startade Christina Saliba Invest In Her AB tillsammans med författaren Camilla Läckberg. Invest in Her AB är ett investmentbolag som syftar till att stödja utvecklingen av produkter och tjänster med målet att stärka kvinnor, samt att främja kvinnligt ägande. 